# Sten Lindegren

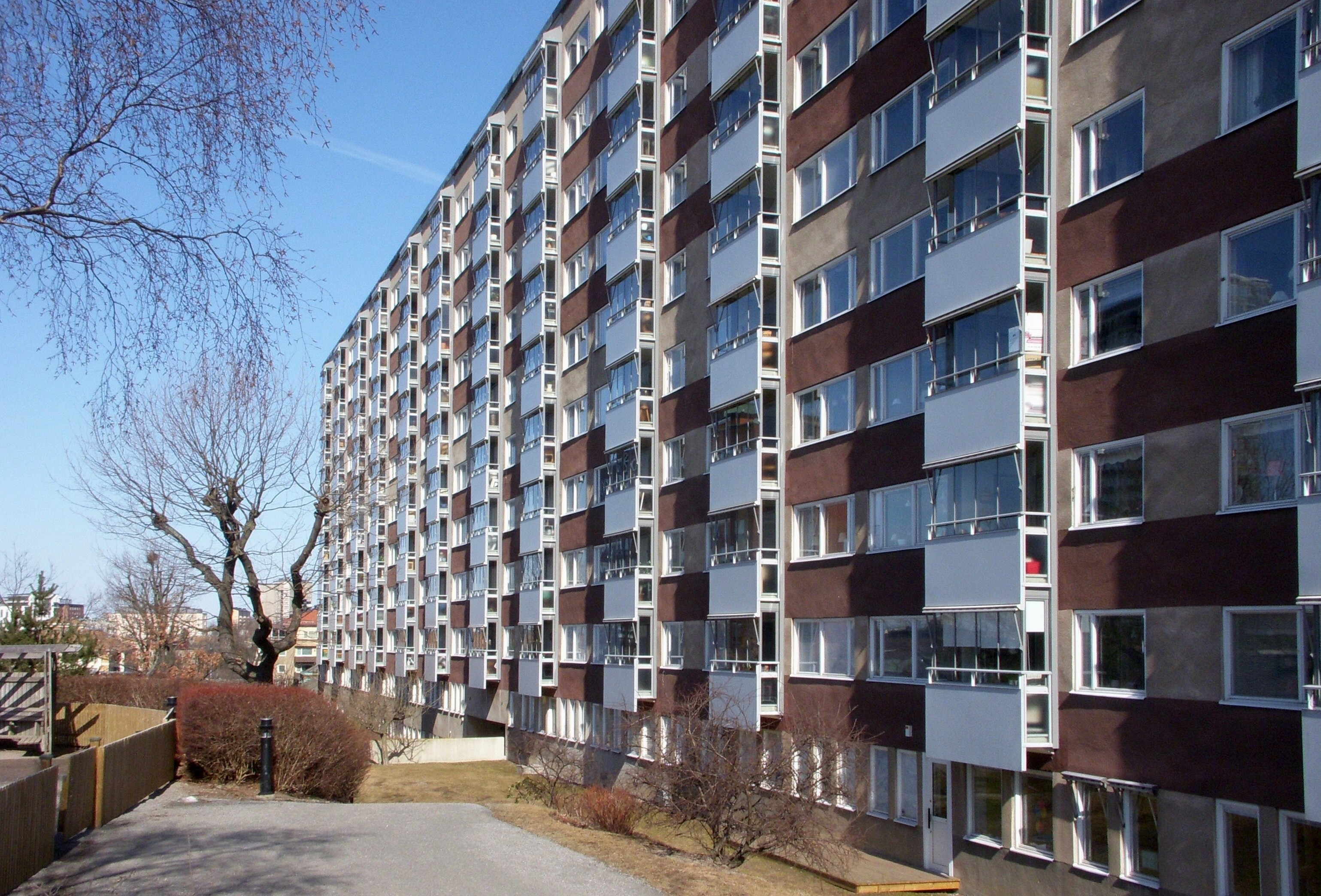
Silvieberg 3, ”Bacon-Hill”, fasad mot väst.

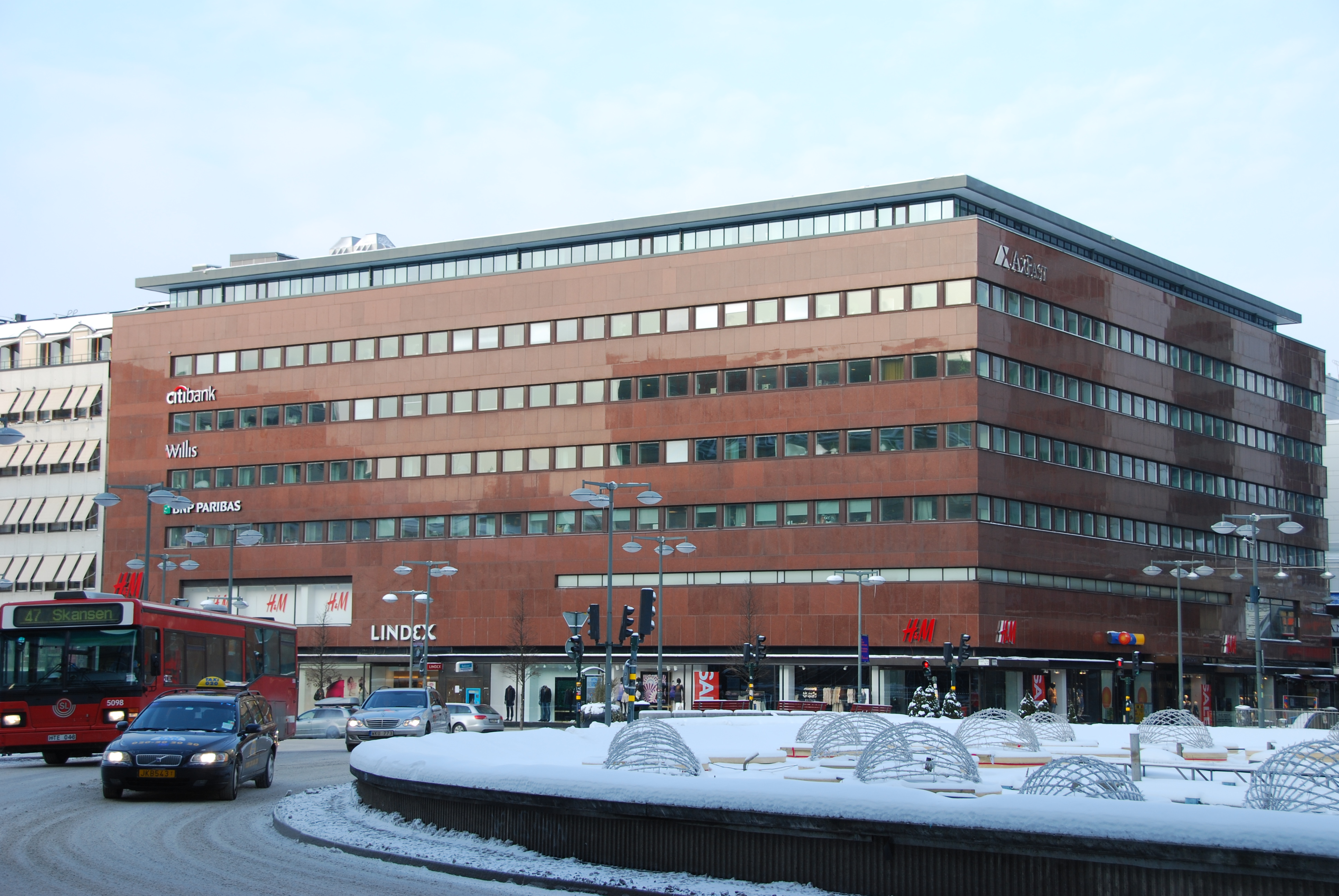
Sporren 16, f.d. ”EPA-huset”.

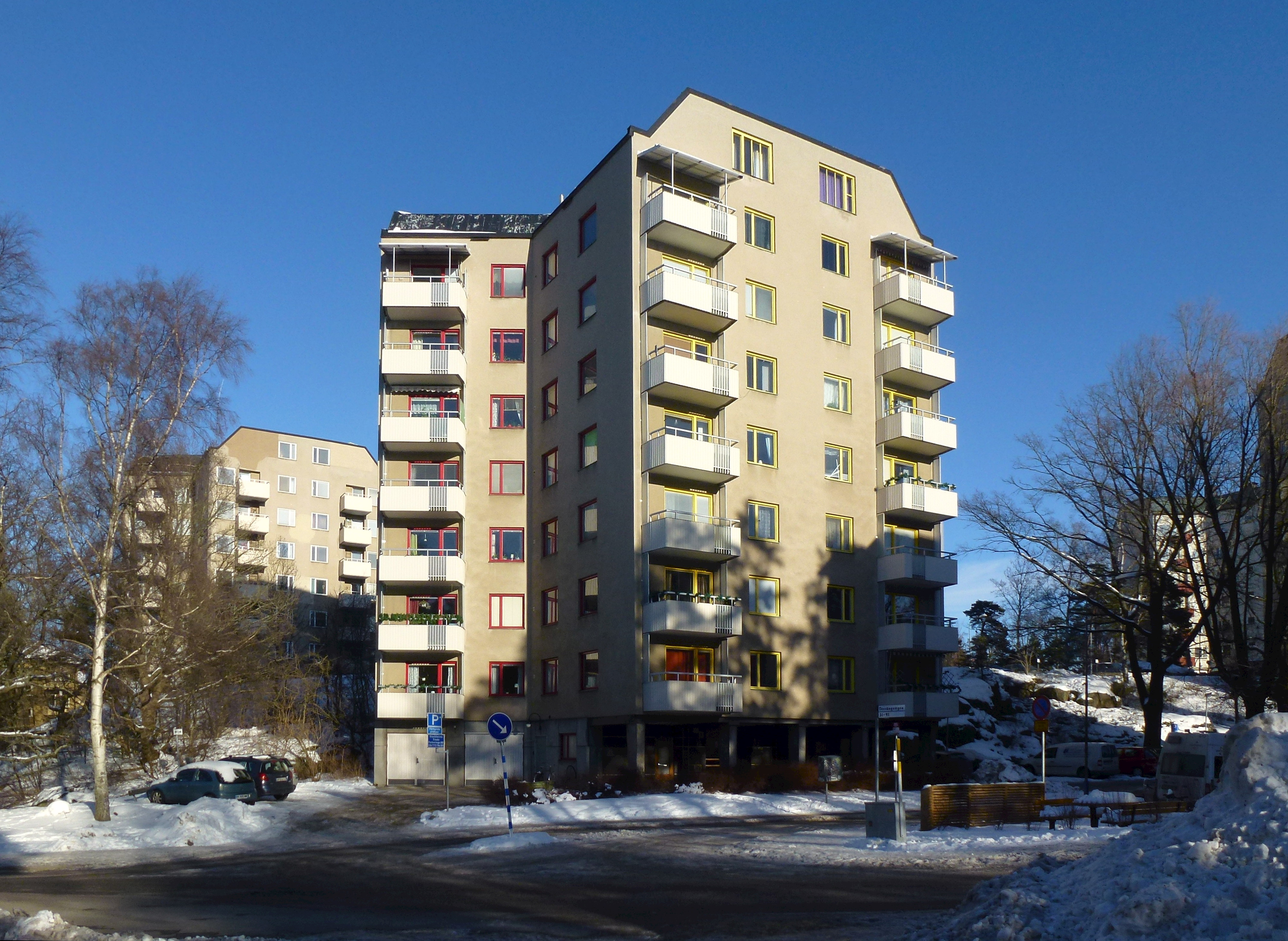
Stjärnhusen i Västertorp ritades 1949.

Sten Lindegren, född 30 augusti 1906 i Hudiksvall, död 26 september 1989 i Oscars församling i Stockholm, var en svensk arkitekt.

## Biografi
Lindegren fick sin utbildning till arkitekt vid Tekniska gymnasiet i Härnösand och KTH i Stockholm (1935). Mellan åren 1936 och 1987 drev han egen arkitektverksamhet tillsammans med arkitekterna Bengt Gate och Stig Ancker, från 1967 AGL Arkitektkontor AB, där initialerna stod för Ancker-Gate-Lindegren. Mellan 1952 och 1955 var han byggnadsråd och byråchef i Byggnadsstyrelsen och mellan 1964 och 1985  slottsarkitekt för Kalmar slott och Borgholms slott.
Bostadsbebyggelsen i förorterna Hägerstensåsen och Västertorp utformades till stor del av Ancker-Gate-Lindegren, bland annat punkthusen i Västertorp som ritades 1940 och uppfördes i början av 1950-talet. De ritades som stjärnhus med fasader i rött murtegel eller putsade och är idag gul- respektive grönmärkta av Stockholms stadsmuseum, där grönmärkning betyder att fastigheterna ”har bebyggelse som är särskilt värdefull från historisk, kulturhistorisk, miljömässig eller konstnärlig synpunkt”. 
Bland Lindegrens större arbeten, tillsammans med Gate och Ancker märks det stora bostadshuset i kvarteret Silvieberg 3 på Kungsholmen, ofta kallat ”Bacon-Hill”. De gestaltade byggnadens långfasader med fönsterband och omväxlande band av rödbrun respektive ljusputsade partier. Utseendet, som med lite fantasi påminner om en baconskiva gav huset sitt smeknamn. Huset har tio våningar med totalt 198 lägenheter och uppfördes 1963.
Vid Sergels torg uppfördes 1960–1962 ”EPA-huset” (Sporren 16) som en del i Norrmalmsregleringen, och inhyste till en början varuhuset EPA. Arkitekterna lät täcka den slutna volymen med mörkt rödbruna polerade granitplattor. Byggnaden gavs en grön kulturhistorisk klassificering av Stadsmuseets Norrmalmsinventering 2007.
Sten Lindegren är begravd på Norra begravningsplatsen utanför Stockholm.

## Övriga verk i urval (tillsammans med Ancker och Gate)
- Bostadshus, punkthus, Bokbindarvägen 76, Hägerstensåsen, Stockholm, 1944.
- Bostadsområdet och stadsplan Torsvikshöjden, 1944–1947.
- Punkt- och stjänhus i Västertorp, 1949–1950.
- Hotell, affärs- och kontorshus, Nybrogatan 53, Stockholm, 1954–1957.
- Förbundshuset, Torsgatan 10, Stockholm 1955–1957.
- Hässelby strands centrum, Stockholm, för AB Stockholmshem 1958–1959.
- Läkarhuset Odenplan, Odengatan 69, Stockholm, 1964.
- Toftvägens radhusområde, Lidingö, 1964.
- Skärholmens centrum, Stockholm, 1966–1968, tillsammans med flera andra arkitektkontor.
- Bostadsområde Norra Kvarngärdet, Uppsala, 1963.
- Postgirot, Klara norra kyrkogata 12–16, Stockholm, tillbyggnad 1968–1971, nybyggnad åt Drottninggatan 1976–1978.
- Sveriges ambassad i Dublin.